# Alexandre Germain
Ne doit pas être confondu avec Alexandre Germain (acteur).
Alexandre Charles Germain (Paris, 14 décembre 1809 – Montpellier, 26 janvier 1887) est un historien spécialiste du Languedoc.
Il est inhumé au cimetière Saint-Lazare de Montpellier.

## Biographie
Alexandre Germain est l'élève de Michelet à l'École normale (1830-1845). Il devient professeur d’histoire au collège de Nîmes, puis en 1838, il occupe la chaire d'histoire à la Faculté des Lettres de Montpellier, dont il est le doyen de 1861 à 1878. Il est membre de l’Académie des inscriptions et belles-lettres en 1876, membre de l'Institut.

## Publications
- 1838-1842 : Histoire de l'Église de Nîmes [lire en ligne] ; Reproduction en fac-similé, Nîmes, Lacour-Ollé, 2012
- 1851 : Histoire de la commune de Montpellier, depuis ses origines jusqu'à son incorporation définitive à la monarchie française, t. 1 lire en ligne sur Gallica ; t.2 lire en ligne sur Gallica ; t. 3 lire en ligne sur Gallica
- 1854 : Étude historique sur les comtes de Maguelone, de Substantion et de Melgueil
- 1882 : Géographie historique du comté de Melgueil et de la seigneurie de Montpellier
- 1887 : La Septimanie sous la domination gothique